# Januário Correia de Almeida

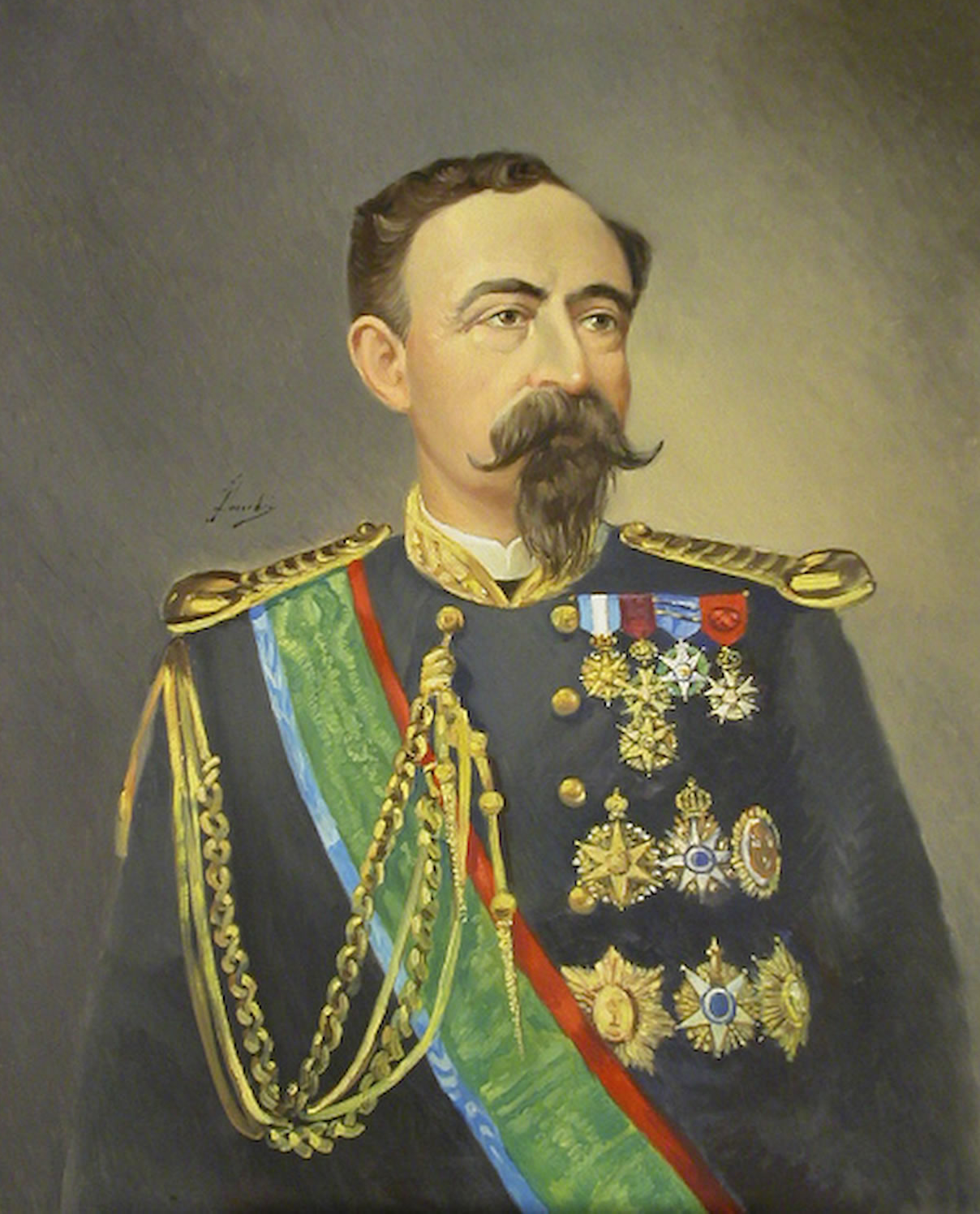
Januário Correia de Almeida

Januário Correia de Almeida, Conde de São Januário (* 31. März 1829 in Paço de Arcos, Oeiras; † 27. Mai 1901) war ein portugiesischer Kolonialadministrator, Diplomat und Politiker.

## Leben
Januário Correia de Almeida absolvierte zwischen 1849 und 1853 ein Studium an der Mathematischen Fakultät der Universität Coimbra. Er war danach als Ingenieuroffizier tätig und wurde 1860 als Nachfolger von Sebastião Lopes de Calheiros e Meneses Gouverneur von Kap Verde. Er verblieb nur wenige Monate auf diesem Posten und wurde daraufhin am 6. September 1860 von Carlos Joaquim Franco abgelöst. Er war 1862 Zivilgouverneur von Funchal sowie im Anschluss zwischen 1862 und 1864 Zivilgouverneur des Distriktes Braga. Für seine Verdienste wurde er am 10. Februar 1866 als Barão de São Januário in den Adelsstand erhoben und am 9. September 1867 zum Visconde de São Januário erhoben. Am 7. Mai 1870 löste er José Ferreira Pestana ab und wurde Generalgouverneur von Portugiesisch-Indien. Er übte diese Funktion bis zum 10. Dezember 1871 aus und wurde dann von Joaquim José Macedo e Couto abgelöst.
Im Anschluss übernahm Almeida am 23. März 1872 von António Sérgio de Sousa die Funktion als Gouverneur von Macau und bekleidete diese bis 1874, worauf José Maria Lobo de Ávila seine dortige Nachfolge antrat. Danach war er von 1874 bis 1875 Gesandter im Kaiserreich China und als solcher auch im Japanischen Kaiserreich sowie im Königreich Siam akkreditiert. 1876 wurde er erster Präsident der neu gegründeten Geografischen Gesellschaft von Lissabon (Sociedade de Geografia de Lisboa) und übergab diese Funktion 1877 an José Vicente Barbosa du Bocage. Er war zwischen dem 3. Juli 1880 und dem 25. März 1881 Minister für die Marine und Kolonien (Ministro da Marinha e do Ultramar) in der Regierung von Premierminister Anselmo José Braamcamp. Zuletzt war er vom 20. Februar 1886 bis zum 9. November 1889 Kriegsminister (Ministro da Guerra) in der Regierung von Premierminister José Luciano de Castro. Er wurde am 27. April 1889 auch zum Conde de São Januário erhoben. Zuletzt war er zwischen 1896 und seinem Tode 1901 Präsident der Portugiesischen Archäologischen Gesellschaft (Associação dos Arqueólogos Portugueses).